# Rijksstad Weißenburg
De Rijksstad Weißenburg was een tot de Frankische Kreits behorende rijksstad binnen het Heilige Roomse Rijk. De huidige naam is Weißenburg in Bayern en is niet te verwarren met de Elzassische rijksstad Wissembourg (in het Duits ook Weißenburg).
Op de plaats van een voormalig Romeins castellum blijkt in 867 een Frankische koningshof te bestaan, genaamd Uuizinburc. In 1188 werd Weißenburg nog burcht genoemd, maar in 1241 stad. Vanaf 1296 is het een rijksstad. Verpandingen bedreigden de zelfstandigheid van de rijksstad, zoals die in 1314 aan het bisdom Eichstätt en in 1325 aan de burggraaf van Neurenberg.
De reformatie werd in 1530 ingevoerd.
In de Reichsdeputationshauptschluss van 25 februari 1803 wordt in paragraaf 2 de inlijving bij het keurvorstendom Beieren vastgesteld. Beieren stond de voormalige rijksstad per 1 januari 1804 af aan het Pruisische vorstendom Ansbach, zoals vastgelegd in het grensverdrag van Ansbach van 30 juni 1803. Dit was echter van korte duur, want in de conventie van Schönbrunn van 15 december 1805 stond de koning van Pruisen het vorstendom Ansbach en dus ook Weißenburg aan Frankrijk af, dat het vervolgens doorgaf aan de koning van Beieren.